# Jos Ceyssens
Jos Ceyssens (31 december 1951) is arts en lokaal CD&V politicus in de gemeente Zoutleeuw. Hij was burgemeester van Zoutleeuw van 2004 tot 2016. Hij werd herkozen in 2018 als lijstduwer voor de gemeenteraad, en eveneens als lid van de provincieraad van Vlaams-Brabant.

## Politieke carrière
In 1988 werd hem het kopmanschap van de toenmalige CVP aangeboden, die toen met 5 van de 19 zetels relatief zwak stond in de gemeente. Hij slaagde erin de partij de verkiezingen te laten winnen, en ging een coalitie aan met de toenmalige SP. Voor hem persoonlijk resulteerde dit niet in het burgemeesterschap of deelname aan het schepencollege door een conflict met de voorzitter van de toenmalige SP, Rene Swinnen, waarbij mondeling gemaakte afspraken over opvolging halverwege de legislatuur niet werden nagekomen. Na een volgende verkiezingsoverwinning met 1100 stemmen in 2001 verdeelden hij en partijgenoot Rik Dehairs de sjerp. In 2004 kon hij Rik Dehairs opvolgen als burgemeester.
Onder zijn burgemeesterschap groeide Zoutleeuw verder uit tot een aantrekkelijk regionaal centrumstadje, gelegen tussen Tienen en Sint-Truiden. Er verscheen een nieuwe OCMW-campus, nieuwe ontmoetingscentra en jeugdlokalen in alle deelgemeenten, een kunstacademie en een regionaal  vredegerecht. Door het opzetten van een publiek-private samenwerking kon men ook een nieuw  stadhuis 'Aen den Hoorn' en de ontwikkeling van de site 'Ravelijn' realiseren.
Eveneens werden de Budingenweg en "Het Schip" (de oude Getehaven), gerenoveerd. Ook de Sint-Leonarduskerk werd gerestaureerd.
Hij sloot zijn politieke carrière af in december 2021 als voorzitter van de gemeenteraad en van de OCMW-raad. Hierna bleef hij nog actief in de Voedselbank, de Vrienden van Zoutleeuw, vzw de Kring en voetbalclub KRDZ.